# Colletes mourei
Colletes mourei là một loài Hymenoptera trong họ Colletidae. Loài này được Kuhlmann mô tả khoa học năm 1999.